# Arthur von Briesen
Arthur von Briesen (* 26. September 1891 in Metz, Deutsches Reich; † 15. Mai 1981 in Konstanz) war ein deutscher Generalmajor der Wehrmacht im Zweiten Weltkrieg.

## Leben
Briesen wurde nach seiner Erziehung im Kadettenkorps am 24. März 1909 als charakterisierter Fähnrich dem 2. Ostpreußischen Feldartillerie-Regiment Nr. 52 überwiesen. Am 18. Oktober 1909 erhielt er das Patent zu seinem Dienstgrad und wurde dann am 22. August 1910 zum Leutnant befördert. Als solcher wurde Briesen 1913 zur Dienstleistung im 2. Königlich Sächsischen Ulanen-Regiment Nr. 18 kommandiert.
Mit Ausbruch des Ersten Weltkriegs erfolgte seine Versetzung in dieses Regiment, dem er dann bis 1916 angehörte. Anschließend war Briesen Erster Ordonnanzoffizier beim Stab der 40. Division (4. Königlich Sächsische). Am 15. Mai 1916 hatte man Briesen zum Oberleutnant befördert und ab 1917 hatte er verschiedene Stabsverwendungen inne. Zuerst im Generalstab des XIX. (II. Königlich Sächsisches) Armee-Korps, dann im Stab der 53. Reserve-Division (3. Königlich Sächsische), im Generalstab des XII. (I. Königlich Sächsisches) Armee-Korps sowie zuletzt im Generalstab des Armeeoberkommandos 3.
Nach Kriegsende schied Briesen mit dem Charakter als Rittmeister aus dem Militärdienst und trat zur Polizei über. Er kam dabei als Polizei-Oberleutnant zur Inspektion der sächsischen Landespolizei. Ab Mai 1923 war Briesen dann Chef der berittenen Hundertschaft Dresden. Von Juni bis Ende November 1933 folgte dann seine Verwendung als Hundertschaftsführer und anschließend wurde er zum Stab der I. Abteilung der Landespolizei Dresden versetzt. Vier Monate später wurde Briesen dann zum Kommandeur der berittenen Landespolizei Sachsen ernannt.
Am 1. Oktober 1934 trat er in die Reichswehr im Rang eines Majors ein und wurde dem Infanterie-Regiment „Rostock“ zugeteilt. Ab 1. April hatte man ihn mit der Führung des III. Bataillons beauftragt. Aus seinem Regiment wurde mit der Erweiterung des Heeres das Infanterieregiment 27. Mit Wirkung zum 15. Oktober 1935 wurde Briesen zum Kommandeur des III. Bataillons ernannt und kurz darauf am 1. Dezember 1935 zum Oberstleutnant befördert. Nach seiner am 1. April 1938 erfolgten Beförderung zum Oberst wurde Briesen am 10. November 1938 zum Regimentsstab versetzt. Am 1. Mai 1939 wurde Briesen zum Stadtkommandant von Prag ernannt, ein Amt, das er bis 1944 innehatte und in dem er am 1. Oktober 1942 zum Generalmajor befördert wurde. Er war dann vom 15. Februar bis 11. März 1944 in der Führerreserve des OKH und wurde anschließend als Kommandant des festen Platzes Brody zur Heeresgruppe Süd kommandiert. Am 2. Mai 1944 wurde er in den Stab des „Bevollmächtigten General der deutschen Wehrmacht in Italien“ des Generals der Infanterie Rudolf Toussaint kommandiert zwecks Einweisung in die Geschäfte eines Militär-Kommandanten. Aus einer weiteren Verwendung dort wurde nichts, da Briesen bereits am 15. Juli 1944 zum Wehrkreisbefehlshaber Böhmen und Mähren (Toussaint) kommandiert wurde. Ab 31. Dezember 1944 befand Briesen sich dann wieder in der Führerreserve. Er begab sich am 8. Mai 1945 in Pilsen in amerikanische Kriegsgefangenschaft, aus der er am 22. April 1947 entlassen wurde.

## Auszeichnungen
- Eisernes Kreuz (1914) II. und I. Klasse
- Ritterkreuz des Königlichen Hausordens von Hohenzollern mit Schwertern
- Ehrenkreuz für Frontkämpfer
- Wehrmacht-Dienstauszeichnung I. Klasse
- Österreichische Kriegs-Erinnerungs-Medaille mit Schwertern
- Ungarische Weltkriegs-Erinnerungsmedaille mit Schwertern
- Spange zum Eisernen Kreuz II. und I. Klasse
- Kriegsverdienstkreuz (1939) II. und I. Klasse mit Schwertern